# Medaglia commemorativa per i venti anni dell'indipendenza della Repubblica del Kazakistan
La medaglia commemorativa per i venti anni dell'indipendenza della Repubblica del Kazakistan è un premio statale del Kazakistan.

## Storia
La medaglia è stata istituita il 17 maggio 2011.

## Assegnazione
La medaglia viene assegnata ai cittadini kazaki e stranieri che hanno dato un contributo significativo alla formazione della statualità, della sovranità e al rafforzare dello sviluppo socioeconomico della Repubblica del Kazakistan.

## Insegne
- La  medaglia è di ottone. Il dritto raffigura il logo ufficiale della ricorrenza (il numero 20 in rilievo, con lo zero formato da un sole, in mezzo a una bandiera sventolante. Nella parte inferiore dell'immagine vi è in rilievo il Palazzo presidenziale Ak Orda. Sul retro della medaglia vi è la scritta "Қазақстан Республикасының Тәуелсіздігіне 20 жыл".
- Il  nastro era per metà rosso e per metà azzurro.